# Fünf Höfe

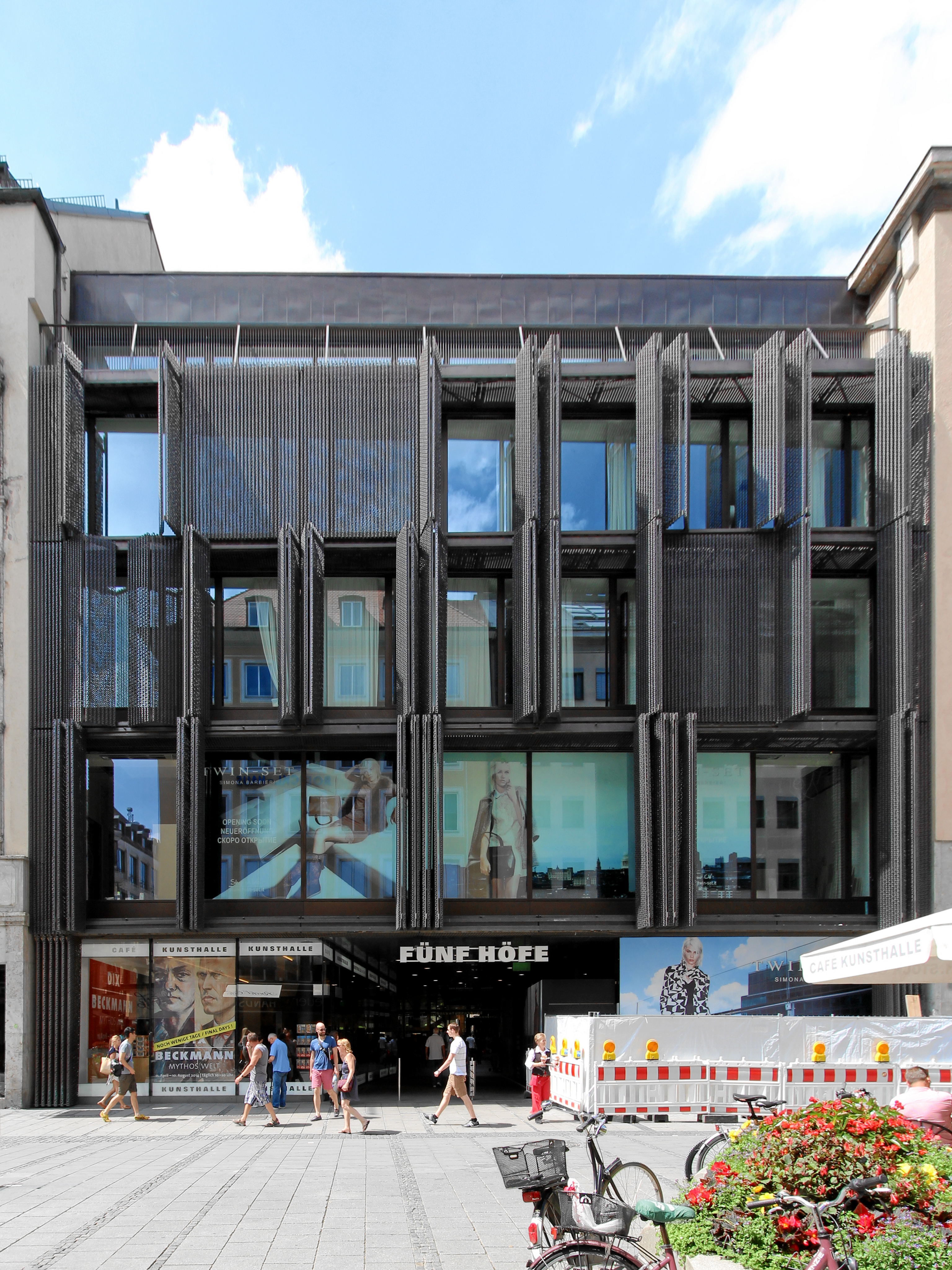
Eingang zu den Fünf Höfen an der Theatinerstraße

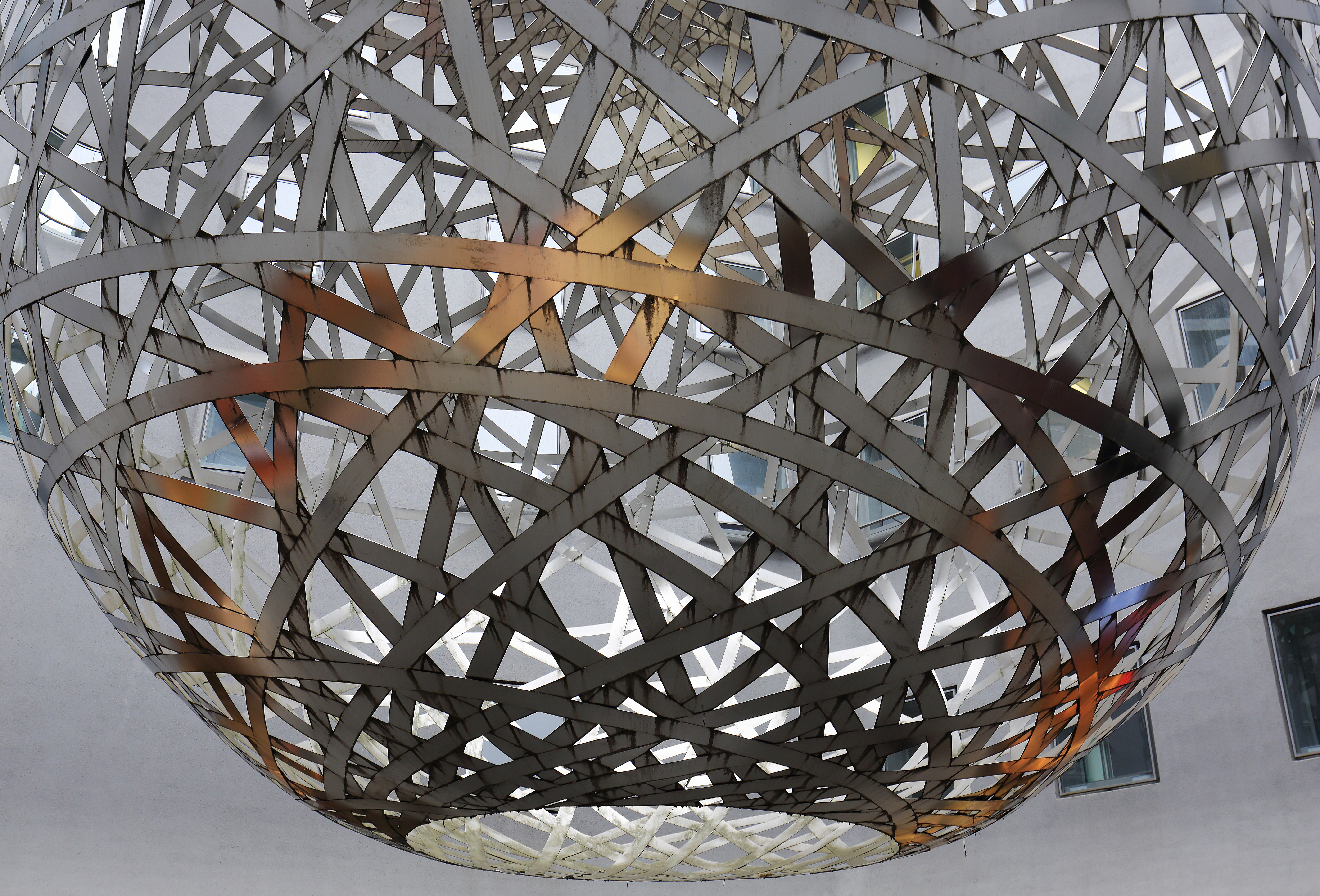
Stahlkugel „Sphere“ von Ólafur Elíasson im Viscardihof

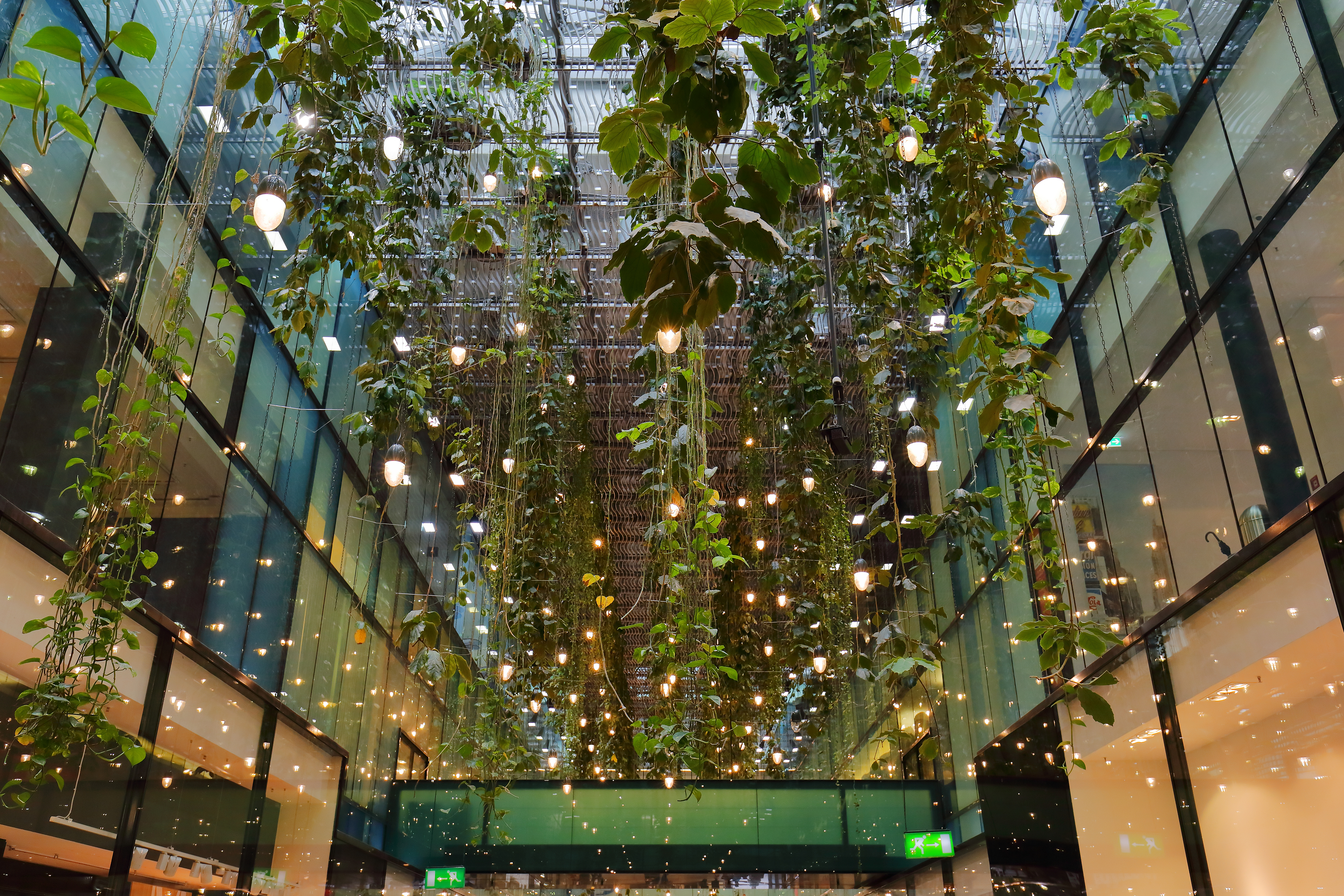
„Hängende Gärten“ von Tita Giese

Die Einkaufspassage Fünf Höfe in der Münchener Innenstadt (im Bereich Salvator-, Theatiner-, Kardinal-Faulhaber-Straße u. a.) entstand von 1998 bis 2003 nach der Entkernung eines Gebäudekomplexes der Unicredit Bank. 2004 wurden die Fünf Höfe an die seinerzeitige DIFA (Name seit 2007: Union Investment Real Estate AG) verkauft, seither lautet der offizielle Name CityQuartier Fünf Höfe. 2024 kaufte die Beteiligungsfirma Athos der Brüder Andreas und Thomas Strüngmann die Fünf Höfe; der Kaufpreis soll nach Medienberichten zwischen 700 und 800 Millionen Euro liegen.

## Allgemeines
Insgesamt bieten die Fünf Höfe ihren Besuchern auf rund 14.000 m² rund 60 Ladengeschäfte und auf rund 2.500 m² acht Cafés und Restaurants. Sie umfassen auch die Hypo-Kunsthalle (ca. 3.200 m² Grundfläche), die temporäre Ausstellungen zu wechselnden Themen, Künstlern und Epochen zeigt.
Daneben gibt es 24.300 m² Bürofläche sowie rund 3.200 m² Wohnungen, die von den Passagen aus kaum wahrnehmbar sind.
Das Ensemble gilt als weltstädtisch-elegant bis unterkühlt. Es wurde von Geschäften und Lokalen vornehmlich der gehobenen Preisklassen bezogen.
Die Fünf Höfe sind:
- der Amirahof im Norden[2]
- der Viscardihof im Nordosten zur Viscardigasse[3]
- der Perusahof im Osten zur Theatinerstraße
- der Maffeihof im Süden zur Maffeistraße
- der Portiahof leicht westlich zur Kardinal-Faulhaber-Straße

## Baugeschichte
Der Plan für die Neugestaltung des gesamten Blocks war 1994 der erste internationale Wettbewerbserfolg der Basler Architekten Jacques Herzog und Pierre de Meuron. Bauherr war die durch die HVB Immobilien AG vertretene Fünf Höfe GmbH & Co KG.
Bei weitgehender Erhaltung der Fassaden und Gebäudeteile des Altbestands bauten Herzog & de Meuron den  bis dahin geschlossenen Altstadtblock im Inneren radikal um, entkernten ihn und gestalteten ihn zu einem Ensemble aus Höfen und Passagen mit unterschiedlichen Durch- und Einblicken, wobei jeder Hof seinen eigenen Charakter haben sollte. Im ersten Bauabschnitt, der am 8. Februar 2001 abgeschlossen wurde, entstanden nach ihren Entwürfen der Perusa- und Portiahof, sowie die Pranner- und ein Teil der Salvatorpassage und die Hypo-Kunsthalle. Der Architekt Ivano Gianola entwarf den Maffeihof und gestaltete das südlich der Fünf Höfe gelegene Areal zum Schäfflerhof. Im zweiten Bauabschnitt, der am 19. März 2003 eingeweiht wurde, gestaltete das Münchner Architekturbüro Hilmer & Sattler und Albrecht die Fassade zur Salvatorstraße.

## Kunst
Einige der Höfe und Passagen sind mit Kunstwerken ausgestattet:
- In der Salvatorpassage wurden die „Hängenden Gärten“ von Tita Giese installiert.
- In der Prannerpassage sind in Wände und Decke auf 317 m² von der Mayer’schen Hofkunstanstalt gefertigte Glaspaillettenmosaike aus rundgeschliffenem klarem Fensterglas[6] so in den grauen Sichtbeton eingelegt, dass sich Glitzereffekte ergeben.
- Im Viscardihof ist die von Ólafur Elíasson gestaltete „Sphere“ angebracht, eine große, hängende Kugel aus Stahlgeflecht.